# Nekrolog Juli 2023
Nekrolog
◄◄
| ◄
| 2019
| 2020
| 2021
| 2022
| 2023 | 2024 | 2025
Januar |
Februar |
März |
April |
Mai |
Juni |
Juli |
August |
September |
Oktober |
November |
Dezember 2023
Weitere Ereignisse | Allgemeiner Nekrolog 2023
Die Beschreibung der verstorbenen Person sollte so kurz wie möglich gehalten sein und nur deren signifikante Tätigkeit(en) enthalten.
Neue Namen ggf. auch unter dem Geburts- und Sterbedatum, also etwa unter 1. Januar und im Geburts- und Sterbejahr (2024) eintragen (nur bei entsprechender großer Wichtigkeit). Für Beispiele siehe die schon vorhandenen Artikel.
Außerdem über die fünf zuletzt Verstorbenen, zu denen es einen ausreichend guten Artikel für eine Präsentation auf der Hauptseite gibt, nach der todesbedingten Überarbeitung der Artikel ggf. auch unter Wikipedia Diskussion:Hauptseite informieren und sie am besten auch in den anderen Wikipedia-Sprachversionen eintragen. Tipp: Regelmäßig bei news.google.de nach „ist tot“, „gestorben“ oder „verstorben“ suchen.
Wenn eine Person gestorben ist, gibt es viele Seiten zu dieser Person in der Wikipedia, die davon auch betroffen sind und entsprechend aktualisiert werden müssen. Beispiele: Namenübersichtsseite, Geburtsjahr, Geburtsort-Seiten und viele mehr.
Wie finde ich die betroffenen Seiten?
Im Suchfeld auf der linken Seite gibt man den Suchbegriff so ein: „Vorname Nachname“. Dann klickt man auf Volltext und alle Seiten mit entsprechendem Suchtext werden aufgerufen. Hier sieht man dann schnell, wo auch das Todesjahr Sinn macht oder sogar ein Teil des Artikels angepasst werden muss. Auch hilft das „Werkzeug“ auf der linken Seite sehr gut, um solche Seiten aufzufinden: „Links auf diese Seite“. Somit ist die Wikipedia wieder aktuell in allen Bereichen! Hinweis: bei Eintragung der Kategorie „Gestorben JAHR“ wird der Missbrauchsfilter 49 ausgelöst, was jedoch nicht schlimm ist. Siehe: Spezial:Missbrauchsfilter/49
Dies ist eine Liste von im Juli 2023 verstorbenen bekannten Persönlichkeiten. Die Einträge erfolgen innerhalb der einzelnen Daten alphabetisch sortiert. Tiere sind im Nekrolog für Tiere zu finden.

## Juli
Bearbeitungshinweis: Neue Todesfälle bitte absteigend nach Tagen geordnet eintragen. Die Todesfälle desselben Tages bitte in alphabetischer Reihenfolge einfügen.
| Tag      | Name                               | Beruf, bekannt als                                                                                 | Alter | Beleg |
| -------- | ---------------------------------- | -------------------------------------------------------------------------------------------------- | ----- | ----- |
| 31. Juli | Angus Cloud                        | US-amerikanischer Schauspieler                                                                     | 25    |       |
| 31. Juli | Jimmy Cooney                       | irischer Hurlingspieler                                                                            | 68    |       |
| 31. Juli | Rusi Cooper                        | indischer Cricketspieler                                                                           | 100   |       |
| 31. Juli | Carol Duvall                       | US-amerikanische Fernsehmoderatorin                                                                | 97    |       |
| 31. Juli | Carl-Erik Eriksson                 | schwedischer Bobfahrer                                                                             | 93    |       |
| 31. Juli | Sophie Fillières                   | französische Filmregisseurin und Drehbuchautorin                                                   | 58    |       |
| 31. Juli | Dirk Hordorff                      | deutscher Tennisfunktionär und -trainer                                                            | 67    |       |
| 31. Juli | Inga Landgré                       | schwedische Schauspielerin                                                                         | 95    |       |
| 31. Juli | W. Jason Morgan                    | US-amerikanischer Geophysiker                                                                      | 87    |       |
| 31. Juli | Karl Pestalozzi                    | Schweizer Literaturwissenschaftler                                                                 | 94    |       |
| 31. Juli | Liliane Pierre-Paul                | haitianische Journalistin                                                                          | 70    |       |
| 31. Juli | Vakkom Purushothaman               | indischer Politiker                                                                                | 95    |       |
| 31. Juli | Anthony C. E. Quainton             | US-amerikanischer Diplomat                                                                         | 89    |       |
| 31. Juli | Hermann Redlin                     | deutscher Parteifunktionär                                                                         | 92    |       |
| 31. Juli | Jess Search                        | britischer Dokumentarfilmproduzent                                                                 | 54    |       |
| 31. Juli | Anders Stenmo                      | schwedisch-österreichischer Drehbuchautor, Musiker und Pantomime                                   | 67    |       |
| 31. Juli | Jürgen Stroech                     | deutscher Bibliothekar und Historiker                                                              | 92    |       |
| 31. Juli | Melaku Worede                      | äthiopischer Genetiker und Biologe                                                                 | 87    |       |
| 30. Juli | David Albahari                     | serbischer Schriftsteller                                                                          | 75    |       |
| 30. Juli | Ulrich Ernst Wilhelm Bonk          | deutscher Pathologe                                                                                | 82    |       |
| 30. Juli | Betty Ann Bruno                    | US-amerikanische Reporterin und Schauspielerin                                                     | 91    |       |
| 30. Juli | Jost-Dietrich Busch                | deutscher Verwaltungsjurist und Ministerialbeamter                                                 | 88    |       |
| 30. Juli | Gordon Conway                      | britischer Agrarökologe                                                                            | 85    |       |
| 30. Juli | Michael Franz                      | deutscher Theologe und Philosoph                                                                   | 75    |       |
| 30. Juli | Dietrich Geldern                   | deutscher Jazzmusiker                                                                              | 85    |       |
| 30. Juli | Konrad Klapheck                    | deutscher Künstler                                                                                 | 88    |       |
| 30. Juli | Gabriele Kleinschmidt              | deutsche Musikveranstalterin                                                                       | 84    |       |
| 30. Juli | Alice L. Laffey                    | US-amerikanische Bibelwissenschaftlerin                                                            | 78    |       |
| 30. Juli | Daniel Mollard                     | französisch-deutscher Rundfunkjournalist und -moderator                                            | 81    |       |
| 30. Juli | Zwi Nigal                          | österreichisch-israelischer Holocaust-Überlebender und Zeitzeuge                                   | 100   |       |
| 30. Juli | Abner Nuule                        | namibischer Politiker                                                                              | 88    |       |
| 30. Juli | Paul Reubens                       | US-amerikanischer Schauspieler und Komiker                                                         | 70    |       |
| 30. Juli | Bernd Schleicher                   | deutscher Politiker                                                                                | 76    |       |
| 29. Juli | Jesús Abreu                        | kubanischer Perkussionist und Bandgründer                                                          | 78    |       |
| 29. Juli | Kurt Altena                        | deutscher Politiker                                                                                | 93    |       |
| 29. Juli | Rosemarie Banholzer                | deutsche Mundartdichterin                                                                          | 98    |       |
| 29. Juli | Sigrid Blömeke                     | deutsche Erziehungswissenschaftlerin                                                               | 57    |       |
| 29. Juli | Wolfgang Dandorfer                 | deutscher Politiker                                                                                | 74    |       |
| 29. Juli | Frederick Eberstadt                | US-amerikanischer Fotograf                                                                         | 97    |       |
| 29. Juli | Gerhard Elfert                     | deutscher Fußballspieler                                                                           | 80    |       |
| 29. Juli | Marc Gilpin                        | US-amerikanischer Schauspieler                                                                     | 56    |       |
| 29. Juli | Manfred Hiemer                     | deutscher Rallyefahrer                                                                             | 62    |       |
| 29. Juli | Renate Nagel                       | Schweizer Verlegerin                                                                               | 86    |       |
| 29. Juli | Vittorio Prodi                     | italienischer Physiker und Politiker                                                               | 86    |       |
| 29. Juli | Clive Rowlands                     | walisischer Rugbyspieler und -trainer                                                              | 85    |       |
| 29. Juli | Peter Steiger                      | Schweizer Architekt                                                                                | 94    |       |
| 29. Juli | Nancy Van de Vate                  | US-amerikanische Komponistin                                                                       | 92    |       |
| 28. Juli | Barbara Ambrosius                  | deutsche Juristin                                                                                  | 78    |       |
| 28. Juli | Seban Dönhuber                     | deutscher Politiker                                                                                | 89    |       |
| 28. Juli | Hans-Jürgen Findeis                | deutscher Neutestamentler                                                                          | 78    |       |
| 28. Juli | Christiane Guhel                   | französische Eiskunstläuferin                                                                      | 91    |       |
| 28. Juli | Gerd Jüttemann                     | deutscher Psychologe                                                                               | 89    |       |
| 28. Juli | Claudia van Koolwijk               | deutsche Künstlerin und Fotografin                                                                 | 62    |       |
| 28. Juli | Jim Korkis                         | US-amerikanischer Buchautor und Disney-Historiker                                                  | 72    |       |
| 28. Juli | Danila Montanari                   | italienische Schriftstellerin                                                                      | 74    |       |
| 28. Juli | Flor O’Mahony                      | irischer Politiker                                                                                 | 77    |       |
| 28. Juli | Oleg Nefjodow                      | russischer Chemiker                                                                                | 91    |       |
| 28. Juli | Jim Parker                         | britischer Komponist                                                                               | 88    |       |
| 28. Juli | Michael Karl Proházka              | österreichischer Ordensgeistlicher und Abt                                                         | 66    |       |
| 28. Juli | Earl Scheelar                      | US-amerikanischer Jazzmusiker                                                                      | 93    |       |
| 28. Juli | Dieter Seeliger                    | deutscher Physiker und Manager                                                                     | 84    |       |
| 28. Juli | Tommi Stumpff                      | deutscher Musiker                                                                                  | 65    |       |
| 28. Juli | Klaas Veenhof                      | niederländischer Altorientalist                                                                    | 87    |       |
| 28. Juli | Peter Wieczorek                    | deutscher Fußballspieler                                                                           | 70    |       |
| 27. Juli | Gerd von Brandenstein              | deutscher Manager                                                                                  | 81    |       |
| 27. Juli | Stevie B-Zet                       | deutscher Keyboarder und Techno-Musiker                                                            | 62    |       |
| 27. Juli | William H. Dilday Jr.              | US-amerikanischer Fernsehmanager                                                                   | 85    |       |
| 27. Juli | Joseph Druar                       | US-amerikanischer Eiskunstläufer                                                                   | 60    |       |
| 27. Juli | Remi Enigma                        | französischer Extremsportler und Fotograf                                                          | 30    |       |
| 27. Juli | Hans van Ginkel                    | niederländischer Geograph und Universitätsrektor                                                   | 83    |       |
| 27. Juli | Mohammed Hassan                    | pakistanischer Bergträger                                                                          | 27    |       |
| 27. Juli | Klaus Heine                        | deutscher Geograph                                                                                 | 83    |       |
| 27. Juli | Margriet Heymans                   | niederländische Schriftstellerin und Illustratorin                                                 | 90    |       |
| 27. Juli | José Luis Nicolás Inciarte Vázquez | uruguayischer Rugbyspieler und Überlebender des „Wunders der Anden“                                | 75    |       |
| 27. Juli | Friedhelm Kröll                    | deutscher Soziologe                                                                                | 78    |       |
| 27. Juli | Tibor Lendvai                      | ungarischer Radrennfahrer                                                                          | 83    |       |
| 27. Juli | Franz Lingens                      | deutscher Mikrobiologe                                                                             | 97    |       |
| 27. Juli | Saeed bin Zayed Al Nahyan          | emiratischer Politiker und Unternehmer                                                             | ≈58   |       |
| 27. Juli | Ulrich Oppel                       | deutscher Mathematiker                                                                             | 81    |       |
| 27. Juli | Petras Antanas Šalčius             | litauischer Politiker                                                                              | 81    |       |
| 27. Juli | Renatus Scheibe                    | deutscher Schauspieler und Komponist                                                               | 58    |       |
| 27. Juli | Richard O. Simpson                 | US-amerikanischer Verbraucherschützer                                                              | 93    |       |
| 27. Juli | Iréne Söderblom                    | schwedische Schauspielerin                                                                         | 101   |       |
| 27. Juli | Manfred Sommer                     | deutscher Informatiker                                                                             | 78    |       |
| 27. Juli | Keith Waldrop                      | US-amerikanischer Dichter, Schriftsteller und Übersetzer                                           | 90    |       |
| 27. Juli | Douglas S. Wright                  | US-amerikanischer Politiker                                                                        | 75    |       |
| 26. Juli | Igor Nikolajewitsch Chmelnow       | russischer Admiral                                                                                 | 78    |       |
| 26. Juli | Roger Dorchy                       | französischer Automobilrennfahrer                                                                  | 78    |       |
| 26. Juli | Hubert Flörl                       | österreichischer Künstler                                                                          | 62    |       |
| 26. Juli | James Harvey IV                    | US-amerikanischer Bassist                                                                          | 35    |       |
| 26. Juli | Jean-Jacques Honorat               | haitianischer Politiker                                                                            | 92    |       |
| 26. Juli | Volker Issmer                      | deutscher Historiker und Schriftsteller                                                            | 80    |       |
| 26. Juli | Orhan Karabulut                    | türkischer Admiral                                                                                 | 96    |       |
| 26. Juli | Randy Meisner                      | US-amerikanischer Bassist                                                                          | 77    |       |
| 26. Juli | Calvin Moore                       | US-amerikanischer Mathematiker                                                                     | 86    |       |
| 26. Juli | Sinéad O’Connor                    | irische Sängerin und Musikerin                                                                     | 56    |       |
| 26. Juli | David Richardson                   | britischer Wirtschaftshistoriker                                                                   | 77    |       |
| 26. Juli | Geraldo Lyrio Rocha                | brasilianischer Erzbischof                                                                         | 81    |       |
| 26. Juli | Theodor Straub                     | deutscher Historiker                                                                               | 93    |       |
| 26. Juli | Victor Harold Vroom                | kanadischer Wirtschaftspsychologe                                                                  | 90    |       |
| 26. Juli | Martin Walser                      | deutscher Schriftsteller                                                                           | 96    |       |
| 26. Juli | Helen Williams                     | US-amerikanisches Model                                                                            | 87    |       |
| 25. Juli | Jani Allan                         | südafrikanische Kolumnistin und Radiokommentatorin                                                 | 70    |       |
| 25. Juli | Julian Barry                       | US-amerikanischer Schriftsteller und Drehbuchautor                                                 | 92    |       |
| 25. Juli | Gérard Besson                      | trinidadischer Historiker, Schriftsteller und Verleger                                             | 81    |       |
| 25. Juli | Pat Carney                         | kanadische Politikerin                                                                             | 88    |       |
| 25. Juli | Paul Darmanin                      | maltesisch-kenianischer Bischof                                                                    | 82    |       |
| 25. Juli | Bo Goldman                         | US-amerikanischer Drehbuchautor                                                                    | 90    |       |
| 25. Juli | Lois Libien                        | US-amerikanische Journalistin und Autorin                                                          | 87    |       |
| 25. Juli | Johnny Lujack                      | US-amerikanischer American-Football-Spieler                                                        | 98    |       |
| 25. Juli | Eduardo Pitta                      | portugiesischer Schriftsteller                                                                     | 73    |       |
| 25. Juli | Biff Rose                          | US-amerikanischer Stand-up-Comedian und Singer-Songwriter                                          | 85    |       |
| 25. Juli | Roland Schlosser                   | deutscher Polizeibeamter                                                                           | 75    |       |
| 25. Juli | Oskar Peter Spandl                 | deutscher Sachbuchautor und Wissenschaftsjournalist                                                | 88    |       |
| 25. Juli | Theo Steegmann                     | deutscher Gewerkschafter und Arbeitskämpfer                                                        | 67    |       |
| 25. Juli | Christoph Theusner                 | deutscher Musiker und Komponist                                                                    | 74    |       |
| 25. Juli | Herbert Tropper                    | österreichischer Politiker                                                                         | 91    |       |
| 25. Juli | Rocky Wirtz                        | US-amerikanischer Unternehmer und Eishockeyteambesitzer                                            | 70    |       |
| 24. Juli | George Alagiah                     | britischer Journalist und Nachrichtensprecher                                                      | 67    |       |
| 24. Juli | Leny Andrade                       | brasilianische Jazzsängerin                                                                        | 80    |       |
| 24. Juli | Marc Augé                          | französischer Ethnologe und Anthropologe                                                           | 87    |       |
| 24. Juli | Denis Badault                      | französischer Jazzpianist und Komponist                                                            | 65    |       |
| 24. Juli | Amos Badertscher                   | US-amerikanischer Fotograf                                                                         | 86    |       |
| 24. Juli | Chris Bart-Williams                | englischer Fußballspieler und -trainer                                                             | 49    |       |
| 24. Juni | Roman Dyląg                        | polnischer Jazzbassist                                                                             | 86    |       |
| 24. Juli | Roland Ernst                       | deutscher Immobilienunternehmer und Projektentwickler                                              | 86    |       |
| 24. Juli | Trevor Francis                     | englischer Fußballspieler                                                                          | 69    |       |
| 24. Juli | Christoph Grohmann                 | deutscher Kirchenmusiker, Orgeldozent und Konzertorganist                                          | 68    |       |
| 24. Juli | Frank Haubitz                      | deutscher Schulleiter und Politiker                                                                | 65    |       |
| 24. Juli | Hartmut Ludwig                     | deutscher Kirchenhistoriker                                                                        | 80    |       |
| 24. Juli | Alexandre de Lur Saluces           | französischer Winzer                                                                               | 89    |       |
| 24. Juli | Charles Misner                     | US-amerikanischer theoretischer Physiker                                                           | 91    |       |
| 24. Juli | Seiichi Morimura                   | japanischer Schriftsteller                                                                         | 90    |       |
| 24. Juli | Stanislav Neveselý                 | tschechischer Eishockeyspieler und -trainer                                                        | 87    |       |
| 24. Juli | Ronald Numbers                     | US-amerikanischer Historiker                                                                       | 81    |       |
| 24. Juli | Otello Profazio                    | italienischer Musiker und Autor                                                                    | 88    |       |
| 24. Juli | Anne-Chatrine Rühlow               | deutsche Leichtathletin                                                                            | 86    |       |
| 24. Juli | Marianna Vardinogianni             | griechische Philanthropin                                                                          | 80    |       |
| 24. Juli | Horst Zander                       | deutscher Generalleutnant                                                                          | 94    |       |
| 23. Juli | Pamela Blair                       | US-amerikanische Schauspielerin                                                                    | 73    |       |
| 23. Juli | Helmut Fischer                     | deutscher Germanist und Denkmalbeauftragter                                                        | 88    |       |
| 23. Juli | Raymond Froggatt                   | britischer Singer-Songwriter                                                                       | 81    |       |
| 23. Juli | Peter Hartmann                     | deutscher Diplomat                                                                                 | 87    |       |
| 23. Juli | Patty Ryan                         | deutsche Sängerin                                                                                  | 62    |       |
| 23. Juli | Larry Schuba                       | deutscher Country-Musiker                                                                          | 72    |       |
| 23. Juli | Edward Sexton                      | britischer Modedesigner                                                                            | 80    |       |
| 23. Juli | Bernd R. T. Simoneit               | deutsch-US-amerikanischer Biogeochemiker                                                           | 85    |       |
| 24. Juli | Maren-Magdalena Sorger             | deutsche Malerin und Kunsttherapeutin                                                              | 73    |       |
| 23. Juli | Inga Swenson                       | US-amerikanische Schauspielerin                                                                    | 90    |       |
| 23. Juli | Dorothy Tapper Goldman             | US-amerikanische Philanthropin und Dokumentensammlerin                                             | 78    |       |
| 23. Juli | Martine Thange                     | belgische Journalistin und Nachrichtensprecherin                                                   | 67    |       |
| 22. Juli | Sherry Ayittey                     | ghanaische Politikerin                                                                             | 75    |       |
| 22. Juli | Aaron Victor Cicourel              | US-amerikanischer Soziologe                                                                        | 94    |       |
| 22. Juli | Ferenc Cserháti                    | deutscher Bischof                                                                                  | 76    |       |
| 22. Juli | Peter Dietz                        | deutscher Unternehmer                                                                              | 90    |       |
| 22. Juli | Lelia Goldoni                      | US-amerikanische Schauspielerin                                                                    | 86    |       |
| 22. Juli | Günter Herrmann                    | deutscher Fußballspieler                                                                           | 83    |       |
| 22. Juli | Vince Hill                         | britischer Popsänger                                                                               | 86    |       |
| 22. Juli | Paul Hince                         | englischer Fußballspieler                                                                          | 78    |       |
| 22. Juli | Knut Riisnæs                       | norwegischer Jazzmusiker                                                                           | 77    |       |
| 22. Juli | Alan Roland                        | US-amerikanischer Psychoanalytiker und Autor                                                       | 93    |       |
| 22. Juli | Adolf Scherer                      | tschechoslowakischer Fußballspieler                                                                | 85    |       |
| 22. Juli | Roger Sprung                       | US-amerikanischer Banjospieler                                                                     | 92    |       |
| 22. Juli | Heinz Stögmüller                   | österreichischer Architekt                                                                         | 85    |       |
| 22. Juli | Anton Tscherepennikow              | russischer E-Sportler und Unternehmer                                                              | 40    |       |
| 22. Juli | Marianne Werner-Ader               | deutsche Leichtathletin                                                                            | 99    |       |
| 22. Juli | Eduardas Vilkelis                  | litauischer Ökonom und Politiker                                                                   | 70    |       |
| 21. Juli | Tony Bennett                       | US-amerikanischer Jazzsänger und Entertainer                                                       | 96    |       |
| 21. Juli | Wolfgang Bulla                     | österreichischer Physiker                                                                          | 80    |       |
| 21. Juli | Isabelle Choko                     | polnisch-französische Holocaust-Überlebende und Schachspielerin                                    | 94    |       |
| 21. Juli | Ann Clwyd                          | britische Politikerin (Labour Party), Mitglied des Europäischen Parlaments und des Unterhauses     | 86    |       |
| 21. Juli | Jerome Coopersmith                 | US-amerikanischer Autor                                                                            | 97    |       |
| 21. Juli | Philip Eaton                       | US-amerikanischer Chemiker                                                                         | 87    |       |
| 21. Juli | Sven Findeisen                     | deutscher Theologe und Pastor                                                                      | 93    |       |
| 21. Juli | Hans Graupe                        | deutscher Fußballspieler                                                                           | 83    |       |
| 21. Juli | Alexander Gurewitsch               | russischer Plasmaphysiker                                                                          | 92    |       |
| 21. Juli | Juliette Mayniel                   | französische Schauspielerin                                                                        | 87    |       |
| 21. Juli | Geert Platner                      | deutscher Autor                                                                                    | ≈77   |       |
| 21. Juli | Armin Schulte                      | deutscher Psychologe und Herausgeber                                                               | 70    |       |
| 21. Juli | Horst Schumacher                   | deutscher Landschaftsarchitekt und Gartenhistoriker                                                | 68    |       |
| 21. Juli | Ron Sexton                         | US-amerikanischer Comedian                                                                         | 52    |       |
| 21. Juli | Karl Wohlhart                      | österreichischer Ingenieurwissenschaftler                                                          | 94    |       |
| 20. Juli | Arnaud Bédat                       | Schweizer Journalist und Autor                                                                     | 58    |       |
| 20. Juli | Heide Breitel                      | deutsche Filmeditorin, Drehbuchautorin, Regisseurin, Filmproduzentin und Dozentin                  | 82    |       |
| 20. Juli | Merrill J. Fernando                | sri-lankischer Unternehmer                                                                         | 93    |       |
| 20. Juli | Bill Geddie                        | US-amerikanischer Fernsehproduzent                                                                 | 68    |       |
| 20. Juli | Myron Goldfinger                   | US-amerikanischer Architekt                                                                        | 90    |       |
| 20. Juli | Ulrich Karpen                      | deutscher Rechtswissenschaftler und Politiker                                                      | 84    |       |
| 20. Juli | Olga Lucía Martínez                | kolumbianische Journalistin                                                                        | 56    |       |
| 20. Juli | Marie-Sœurette Mathieu             | haitianisch-kanadische Autorin                                                                     | 73    |       |
| 20. Juli | Juan Meza                          | mexikanischer Boxer                                                                                | 67    |       |
| 20. Juli | Aadu Must                          | estnischer Historiker und Politiker                                                                | 72    |       |
| 20. Juli | Mirko Novosel                      | jugoslawischer bzw. kroatischer Basketballspieler und -trainer                                     | 85    |       |
| 20. Juli | Beda Umberto Paluzzi               | italienischer Abt                                                                                  | 87    |       |
| 20. Juli | Rachid Sfar                        | tunesischer Politiker                                                                              | 89    |       |
| 20. Juli | Theo Smit                          | niederländischer Radrennfahrer                                                                     | 72    |       |
| 20. Juli | José Sulantay                      | chilenischer Fußballspieler                                                                        | 83    |       |
| 20. Juli | Romain Winding                     | französischer Kameramann                                                                           | 71    |       |
| 19. Juli | Wasef Bakhtari                     | afghanischer Intellektueller und Dichter                                                           | 80    |       |
| 19. Juli | Lajos Balázsovits                  | ungarischer Schauspieler                                                                           | 76    |       |
| 19. Juli | Mike Hammond                       | britisch-kanadischer Eishockeyspieler                                                              | 33    |       |
| 19. Juli | Doris Herrmann                     | deutsche Politikerin                                                                               | 84    |       |
| 19. Juli | Silvana Lattmann                   | Schweizer Schriftstellerin                                                                         | 104   |       |
| 19. Juli | Roni Margulies                     | türkischer Journalist, Schriftsteller, Dichter und Dolmetscher                                     | 68    |       |
| 19. Juli | Kole Omotoso                       | nigerianischer Schriftsteller                                                                      | 80    |       |
| 19. Juli | Wolfgang Pucher                    | österreichischer Geistlicher                                                                       | 84    |       |
| 19. Juli | James Reston Jr.                   | US-amerikanischer Historiker und Schriftsteller                                                    | 82    |       |
| 19. Juli | Irina Anatoljewna Rosowa           | litauische Politikerin                                                                             | 65    |       |
| 19. Juli | Manfred „Manni“ Schulte            | deutscher Musikpromoter                                                                            | 72    |       |
| 19. Juli | Mark Thomas                        | britischer Komponist                                                                               | ≈67   |       |
| 19. Juli | Eleanor Vadala                     | US-amerikanische Chemikerin, Werkstofftechnikerin, Astronomin und Ballonfahrerin.                  | 99    |       |
| 19. Juli | Remigijus Valiulis                 | litauischer Sprinter und Olympiasieger                                                             | 64    |       |
| 19. Juli | Fritz Weidmann                     | deutscher katholischer Theologe                                                                    | 87    |       |
| 19. Juli | Jean Fagan Yellin                  | US-amerikanische Historikerin                                                                      | 92    |       |
| 19. Juli | Matthias Zimmer                    | deutscher Politikwissenschaftler, Publizist und Politiker                                          | 62    |       |
| 18. Juli | Alexandre Adler                    | französischer Journalist und Historiker                                                            | 72    |       |
| 18. Juli | Paul Kamuza Bakyenga               | ugandischer Erzbischof                                                                             | 79    |       |
| 18. Juli | Oommen Chandy                      | indischer Politiker                                                                                | 79    |       |
| 18. Juli | Barbara Deppert-Lippitz            | deutsche Archäologin                                                                               | 83    |       |
| 18. Juli | Alfred Dickersbach                 | deutscher Verwaltungsjurist und Richter                                                            | 91    |       |
| 18. Juli | Michael Kreiselmeyer               | deutscher Politiker                                                                                | 78    |       |
| 18. Juli | Bernhard Mais                      | deutscher Fußballspieler                                                                           | 77    |       |
| 18. Juli | Martha Saxton                      | US-amerikanische Historikerin                                                                      | 77    |       |
| 18. Juli | Hannah Schreckenbach               | deutsche Architektin und Bauingenieurin                                                            | 91    |       |
| 18. Juli | Josef Schuh                        | deutscher Unternehmer und Politiker                                                                | 93    |       |
| 18. Juli | Jullia Scully                      | US-amerikanische Fotoeditorin und Autorin                                                          | 94    |       |
| 18. Juli | Jay Ullal                          | indisch-deutscher Pressefotograf                                                                   | 89    |       |
| 18. Juli | Richard J. Whalen                  | US-amerikanischer Biograf und Rendenschreiber                                                      | 87    |       |
| 18. Juli | Wolfgang Wilhelm                   | deutscher Kinder- und Hörbuchautor                                                                 | 67    |       |
| 17. Juli | Udo Bandow                         | deutscher Bankier und Fußballfunktionär                                                            | 91    |       |
| 17. Juli | Hans Gerhard Biermann              | deutscher Bildhauer                                                                                | 89    |       |
| 17. Juli | Jerry Bradley                      | US-amerikanischer Musikproduzent                                                                   | 83    |       |
| 17. Juli | Robert Budzynski                   | französischer Fußballspieler und -funktionär                                                       | 83    |       |
| 17. Juli | João Donato                        | brasilianischer Pianist, Sänger und Komponist                                                      | 88    |       |
| 17. Juli | Bernd Eisenblätter                 | deutscher Entwicklungshelfer                                                                       | 78    |       |
| 17. Juli | Bruno Flierl                       | deutscher Architekt, Architekturkritiker und Publizist                                             | 96    |       |
| 17. Juli | Valentin Gheorghiu                 | rumänischer Komponist und Pianist                                                                  | 95    |       |
| 17. Juli | Wolfgang Gmachl                    | österreichischer Politiker                                                                         | 80    |       |
| 17. Juli | Johann Hauser                      | deutscher Politiker                                                                                | 70    |       |
| 17. Juli | Linda Haynes                       | US-amerikanische Schauspielerin                                                                    | 75    |       |
| 17. Juli | Rudolf Hendel                      | deutscher Judoka                                                                                   | 75    |       |
| 17. Juli | Hildegard Kulbach                  | deutsches Fotomodell                                                                               | 81    |       |
| 17. Juli | Eva Kunz                           | deutsche Politikerin                                                                               | 76    |       |
| 17. Juli | Richard Lynn                       | britischer Psychologe                                                                              | 93    |       |
| 17. Juli | Barry Martyn                       | britischer Schlagzeuger, Musikproduzent und Autor                                                  | 82    |       |
| 17. Juli | Sue Marx                           | US-amerikanische Filmregisseurin und -produzentin                                                  | 92    |       |
| 17. Juli | Mangala Narlikar                   | indische Mathematikerin                                                                            | 80    |       |
| 17. Juli | Palhinha                           | brasilianischer Fußballspieler und -trainer                                                        | 73    |       |
| 17. Juli | Clausdieter Schott                 | deutscher Rechtshistoriker                                                                         | 86    |       |
| 17. Juli | Werner Theis                       | deutscher Physiker                                                                                 | 96    |       |
| 17. Juli | Wolfram Trabitzsch                 | deutscher Motorradrennfahrer                                                                       | 74    |       |
| 17. Juli | Tanju Tuncel                       | türkische Schauspielerin                                                                           | ≈83   |       |
| 17. Juli | Marianne Wilke                     | deutsche Holocaustüberlebende und Zeitzeugin                                                       | 93    |       |
| 16. Juli | Luigi Bettazzi                     | italienischer Bischof                                                                              | 99    |       |
| 16. Juli | Jane Birkin                        | britisch-französische Schauspielerin und Sängerin                                                  | 76    |       |
| 16. Juli | Ian Emes                           | britischer Animator und Regisseur                                                                  | 73    |       |
| 16. Juli | Elise Finch                        | US-amerikanische Fernsehmeteorologin                                                               | 51    |       |
| 16. Juli | Florin Florineth                   | österreichischer Ingenieurbiologe und Vegetationstechniker                                         | 76    |       |
| 16. Juli | Harry Frankfurt                    | US-amerikanischer Philosoph                                                                        | 94    |       |
| 16. Juli | Henricão                           | brasilianischer Fußballspieler                                                                     | 89    |       |
| 16. Juli | Franz Josef Hinkelammert           | deutscher Theologe und Ökonom                                                                      | 92    |       |
| 16. Juli | Annette Jäger                      | deutsche Politikerin                                                                               | 86    |       |
| 16. Juli | Hans-Joachim Kurzweg               | deutscher Musiker und Bandleader                                                                   | 86    |       |
| 16. Juli | Dieter Leder                       | deutscher Konteradmiral                                                                            | 81    |       |
| 16. Juli | Kevin Mitnick                      | US-amerikanischer Hacker und Unternehmer                                                           | 59    |       |
| 16. Juli | Angelo Mozilo                      | US-amerikanischer Unternehmer und Manager                                                          | 84    |       |
| 16. Juli | Christian Quadflieg                | deutscher Schauspieler, Regisseur und Rezitator                                                    | 78    |       |
| 16. Juli | Henri Tachan                       | französischer Sänger und Songschreiber                                                             | 83    |       |
| 16. Juli | Annamária Tóth                     | ungarische Leichtathletin                                                                          | 77    |       |
| 16. Juli | Bibiana Zeller                     | österreichische Schauspielerin                                                                     | 95    |       |
| 15. Juli | Toni Auer                          | deutscher Radrennfahrer                                                                            | 86    |       |
| 15. Juli | Tom Ferster                        | deutscher Architekt                                                                                | 82    |       |
| 15. Juli | Sergei Godunow                     | sowjetischer bzw. russischer Mathematiker                                                          | 93    |       |
| 15. Juli | Michael Hansen                     | deutscher Sänger, Komponist und Musikproduzent                                                     | 82    |       |
| 15. Juli | Leonard Retel Helmrich             | niederländisch-indonesischer Filmregisseur                                                         | 63    |       |
| 15. Juli | Peter Takaaki Hirayama             | japanischer Bischof                                                                                | 99    |       |
| 15. Juli | Francisco Ibáñez                   | spanischer Comiczeichner                                                                           | 87    |       |
| 15. Juli | John Raymond Manz                  | US-amerikanischer Weihbischof                                                                      | 77    |       |
| 15. Juli | Daniza Mastilović                  | deutsch-serbische Opernsängerin                                                                    | 89    |       |
| 15. Juli | Heinz Mittelmeier                  | deutscher Orthopäde                                                                                | 95    |       |
| 15. Juli | Lew Morrison                       | kanadischer Eishockeyspieler                                                                       | 75    |       |
| 15. Juli | Gerhard Müller                     | deutscher Offizier                                                                                 | 82    |       |
| 15. Juli | Thomas Plenert                     | deutscher Kameramann                                                                               | 72    |       |
| 15. Juli | Helmut G. Pratzel                  | deutscher Chemiker und Balneologe                                                                  | 88    |       |
| 15. Juli | Henning Röhl                       | deutscher Hörfunk- und Fernsehjournalist sowie Medienmanager                                       | 80    |       |
| 15. Juli | Oscar J. Schwenk                   | Schweizer Manager                                                                                  | 78    |       |
| 15. Juli | Weniamin Soldatenko                | sowjetischer Leichtathlet                                                                          | 84    |       |
| 15. Juli | James Zagel                        | US-amerikanischer Jurist                                                                           | 82    |       |
| 14. Juli | Hermann Bachmaier                  | deutscher Politiker                                                                                | 84    |       |
| 14. Juli | Bernard Bachrach                   | US-amerikanischer Historiker                                                                       | 84    |       |
| 14. Juli | Ansgar Ballhorn                    | deutscher Tonmeister                                                                               | 73    |       |
| 14. Juli | Richard Barancik                   | US-amerikanischer Weltkriegsveteran                                                                | 98    |       |
| 14. Juli | Nick Benedict                      | US-amerikanischer Schauspieler                                                                     | 77    |       |
| 14. Juli | Gerhard Bopp                       | deutscher Fußballspieler                                                                           | 74    |       |
| 14. Juli | Tony Butler                        | britischer Sportreporter und Hörfunkmoderator                                                      | 88    |       |
| 14. Juli | Michael Dusek                      | deutscher Fußballspieler und - trainer                                                             | 64    |       |
| 14. Juli | Albert Eschenmoser                 | Schweizer Chemiker                                                                                 | 97    |       |
| 14. Juli | Joachim Gillessen                  | deutscher Politiker                                                                                | 88    |       |
| 14. Juli | Johann Hellwege                    | deutscher Historiker und Politiker                                                                 | 83    |       |
| 14. Juli | Judith James                       | US-amerikanische Film- und Fernsehproduzentin                                                      | 86    |       |
| 14. Juli | Adel Theodor Khoury                | libanesischer Theologe und Autor                                                                   | 93    |       |
| 14. Juli | Heiko Klinge                       | deutscher Politiker                                                                                | 80    |       |
| 14. Juli | Anthony Meo                        | US-amerikanischer Schlagzeuger                                                                     | ≈53   |       |
| 14. Juli | Lotti Ortner-Röhr                  | deutsche Fotografin und Bildjournalistin                                                           | 91    |       |
| 14. Juli | Leon E. Salomon                    | US-amerikanischer Offizier                                                                         | 87    |       |
| 14. Juli | Siegfried Schaber                  | deutscher Koch und Verbandsfunktionär                                                              | 88    |       |
| 14. Juli | Beverly Moss Spatt                 | US-amerikanische Denkmalschützerin                                                                 | 99    |       |
| 14. Juli | Mario Stantchev                    | bulgarisch-französischer Jazzpianist                                                               | 75    |       |
| 14. Juli | August Wolf                        | deutscher Motorradrennfahrer                                                                       | 90    |       |
| 14. Juli | Klaus-Dieter Zimmermann            | deutscher Geologe und Sachbuchautor                                                                | 84    |       |
| 13. Juli | Sérgio Silva Amaral                | brasilianischer Politiker und Diplomat                                                             | 79    |       |
| 13. Juli | Hans B. Bauerfeind                 | deutscher Unternehmer                                                                              | 82    |       |
| 13. Juli | Josephine Chaplin                  | US-amerikanische Schauspielerin                                                                    | 74    |       |
| 13. Juli | André Fefeu                        | französischer Fußballspieler                                                                       | 84    |       |
| 13. Juli | Marilies Flemming                  | österreichische Politikerin                                                                        | 89    |       |
| 13. Juli | Paulgerhard Gladen                 | deutscher Studentenhistoriker                                                                      | 97    |       |
| 13. Juli | Carlin Glynn                       | US-amerikanische Schauspielerin                                                                    | 83    |       |
| 13. Juli | Rudolf Großkopff                   | deutscher Journalist und Historiker                                                                | 87    |       |
| 13. Juli | Bernd Kahn                         | US-amerikanischer Radiochemiker                                                                    | 94    |       |
| 13. Juli | Gerd Loßdörfer                     | deutscher Leichtathlet und Mediziner                                                               | 79    |       |
| 13. Juli | John Graham Nicholls               | britisch-schweizerischer Arzt und Physiologe                                                       | 93    |       |
| 13. Juli | Michael Oldstone                   | US-amerikanischer Virologe                                                                         | 91    |       |
| 13. Juli | Justin Peacock                     | US-amerikanischer Drehbuchautor, Fernsehproduzent und Rechtsanwalt                                 | 52    |       |
| 13. Juli | Dieter Ruden                       | deutscher Künstler                                                                                 | 80    |       |
| 13. Juli | Jim Staunton                       | britischer Chemiker (Organische Chemie, Biochemie)                                                 | 88    |       |
| 12. Juli | Harriet Choice                     | US-amerikanische Journalistin                                                                      | 81    |       |
| 12. Juli | Hans-Werner Conrad                 | deutscher Medienmanager                                                                            | 81    |       |
| 12. Juli | R. Etemadi                         | iranischer Schriftsteller und Journalist                                                           | 89    |       |
| 12. Juli | Sergio Garrone                     | italienischer Filmregisseur                                                                        | 98    |       |
| 12. Juli | Daniel Goldberg                    | kanadischer Filmproduzent                                                                          | 74    |       |
| 12. Juli | Étienne Guyon                      | französischer Physiker                                                                             | 88    |       |
| 12. Juli | Hinrich Hudde                      | deutscher Romanist und Literaturwissenschaftler                                                    | 78    |       |
| 12. Juli | Mike Halac                         | US-amerikanischer Wrestler                                                                         | 55    |       |
| 12. Juli | Klaus Heller                       | deutscher Historiker                                                                               | 85    |       |
| 12. Juli | Bruno Hosp                         | italienischer Politiker                                                                            | 84    |       |
| 12. Juli | Maba Jobe                          | gambischer Offizier und Politiker                                                                  | ≈59   |       |
| 12. Juli | Jean Lenert                        | französischer Violinist                                                                            | 86    |       |
| 12. Juli | Gina León                          | kubanische Sängerin                                                                                | 86    |       |
| 12. Juli | Markus Müntener                    | Schweizer Anatom                                                                                   | 82    |       |
| 12. Juli | Heide Simonis                      | deutsche Politikerin                                                                               | 80    |       |
| 12. Juli | Wolfgang Stegemann                 | deutscher Theologe                                                                                 | 77    |       |
| 12. Juli | Marjan Tomšič                      | slowenischer Schriftsteller                                                                        | 83    |       |
| 12. Juli | Krystyna Urbańska                  | polnisch-schweizerische Geobotanikerin                                                             | 88    |       |
| 12. Juli | André Watts                        | US-amerikanischer Pianist                                                                          | 77    |       |
| 12. Juli | An Yin                             | chinesisch-US-amerikanischer Geologe                                                               | 64    |       |
| 11. Juli | Sepp Behr                          | deutscher Skirennläufer                                                                            | 93    |       |
| 11. Juli | Jorge Bernal Vargas                | mexikanischer Bischof                                                                              | 94    |       |
| 11. Juli | Tommie Broadwater Jr.              | US-amerikanischer Politiker                                                                        | 81    |       |
| 11. Juli | Reeves Callaway                    | US-amerikanischer Unternehmer                                                                      | 75    |       |
| 11. Juli | Gabriele Crusius                   | deutsche Historikerin und Bibliothekarin                                                           | 84    |       |
| 11. Juli | Sam Cutler                         | britischer Musikmanager                                                                            | 80    |       |
| 11. Juli | Horst Fuchs                        | deutscher Teleshopping-Moderator                                                                   | 77    |       |
| 11. Juli | Irene Güdel                        | Schweizer Cellistin                                                                                | 93    |       |
| 11. Juli | Otto Hahn                          | deutscher Tierfilmer                                                                               | 87    |       |
| 11. Juli | Fred Hurt                          | US-amerikanischer Reality-TV-Darsteller                                                            | 80    |       |
| 11. Juli | Hans-Jochen Jaschke                | deutscher Bischof                                                                                  | 81    |       |
| 11. Juli | Milan Kundera                      | tschechisch-französischer Schriftsteller                                                           | 94    |       |
| 11. Juli | Pius Lässer                        | österreichischer Ingenieur und Unternehmer                                                         | 92    |       |
| 11. Juli | Ales Puschkin                      | belarussischer Künstler und Regimekritiker                                                         | 57    |       |
| 11. Juli | C. R. Roberts                      | US-amerikanischer American-Football-Spieler                                                        | 87    |       |
| 11. Juli | David Rosenmann-Taub               | chilenischer Lyriker und Pianist                                                                   | 96    |       |
| 11. Juli | Richard von Schirach               | deutscher Sinologe                                                                                 | 81    |       |
| 11. Juli | Lars Tabert                        | deutscher Eishockeyspieler                                                                         | 56    |       |
| 11. Juli | Yūzō Toyama                        | japanischer Komponist und Dirigent                                                                 | 92    |       |
| 11. Juli | Oleg Zokow                         | russischer Generalleutnant                                                                         | 51    |       |
| 10. Juli | Ortwin Adams                       | deutscher Virologe                                                                                 | 65    |       |
| 10. Juli | Derek Beales                       | britischer Historiker                                                                              | 92    |       |
| 10. Juli | Jean-Jacques Becker                | französischer Historiker                                                                           | 95    |       |
| 10. Juli | Ümit Birol                         | türkischer Fußballspieler und -trainer                                                             | 60    |       |
| 10. Juli | Erich Bitter                       | deutscher Automobilrennfahrer und -designer                                                        | 89    |       |
| 10. Juli | Michael Blum                       | deutscher Künstler und Kunsterzieher                                                               | 81    |       |
| 10. Juli | Ben Briscoe                        | irischer Politiker                                                                                 | 89    |       |
| 10. Juli | Hans Ferdinand Fuhs                | deutscher Theologe und Orientalist                                                                 | 80    |       |
| 10. Juli | Helga Karin Hiersemenzel           | deutsche Politikerin                                                                               | 79    |       |
| 10. Juli | Richard Hovannisian                | US-amerikanischer Historiker                                                                       | 90    |       |
| 10. Juli | Sally Kempton                      | US-amerikanische Journalistin, Autorin und Meditationslehrerin                                     | 80    |       |
| 10. Juli | Brigitte Klump                     | deutsche Autorin                                                                                   | 88    |       |
| 10. Juli | Marga Minco                        | niederländische Schriftstellerin und Journalistin                                                  | 103   |       |
| 10. Juli | Adrian Palmer                      | britischer Politiker und Peer                                                                      | 71    |       |
| 10. Juli | Ernst-Ludwig Petrowsky             | deutscher Jazzmusiker                                                                              | 89    |       |
| 10. Juli | Siegfried Rataizick                | deutscher Geheimdienstler, Leiter der Untersuchungshaftanstalt Hohenschönhausen                    | 92    |       |
| 10. Juli | Siegfried Scherzer                 | deutscher Fußballspieler                                                                           | 73    |       |
| 10. Juli | Heinrich Thies                     | deutscher Autor und Sprachpolitiker                                                                | 85    |       |
| 9. Juli  | Alain Besançon                     | französischer Historiker                                                                           | 91    |       |
| 9. Juli  | Manny Coto                         | US-amerikanischer Filmregisseur und Fernsehproduzent                                               | 62    |       |
| 9. Juli  | Andrea Evans                       | US-amerikanische Schauspielerin und Produzentin                                                    | 66    |       |
| 9. Juli  | Mbye Gaye                          | gambischer Musiker                                                                                 | 67    |       |
| 9. Juli  | Alfred Thomas Grove                | britischer Geograph und Klimatologe                                                                | 99    |       |
| 9. Juli  | Mikala Jones                       | US-amerikanischer Surfer                                                                           | 44    |       |
| 9. Juli  | Henry Kamm                         | deutsch-US-amerikanischer Journalist                                                               | 98    |       |
| 9. Juli  | Paul Kestel                        | deutscher Politiker                                                                                | 91    |       |
| 9. Juli  | Anton Landgraf                     | deutscher Soziologe, Journalist, Blogger, Menschenrechtsaktivist und Fotograf                      | 59    |       |
| 9. Juli  | Fritz Lanker                       | Schweizer Fußballfunktionär                                                                        | 86    |       |
| 9. Juli  | James W. Lewis                     | US-amerikanischer Mordverdächtiger                                                                 | 76    |       |
| 9. Juli  | Veronika Mitsopoulos-Leon          | österreichische Klassische Archäologin                                                             | 87    |       |
| 9. Juli  | Heinz Ostheimer                    | deutscher Turner                                                                                   | 91    |       |
| 9. Juli  | James O. Prochaska                 | US-amerikanischer Psychologe                                                                       | 80    |       |
| 9. Juli  | Klaus Sallmann                     | deutscher Klassischer Philologe                                                                    | 88    |       |
| 9. Juli  | Brinsley Samaroo                   | trinidadischer Historiker und Politiker                                                            | 83    |       |
| 9. Juli  | Benno C. Schmidt Jr.               | US-amerikanischer Verfassungsrechtler und Universitätsleiter                                       | 81    |       |
| 9. Juli  | Asbjørn Sennels                    | dänischer Fußballspieler                                                                           | 44    |       |
| 9. Juli  | Luis Suárez                        | spanischer Fußballspieler und -trainer                                                             | 88    |       |
| 9. Juli  | Angelika C. Wagner                 | deutsche Psychologin                                                                               | 79    |       |
| 9. Juli  | Rosemarie Wohlbauer                | deutsch-österreichische Schauspielerin, Synchron- und Hörspielsprecherin sowie Musicaldarstellerin | ≈86   |       |
| 8. Juli  | Mikalaj Aljochin                   | sowjetischer Säbelfechter                                                                          | 68    |       |
| 8. Juli  | Elkin Fernando Álvarez Botero      | kolumbianischer Bischof                                                                            | 54    |       |
| 8. Juli  | Patrice Aouissi                    | französischer Boxer                                                                                | 57    |       |
| 8. Juli  | Tarun Chatterjee                   | indischer Jurist                                                                                   | 78    |       |
| 8. Juli  | Diane Harris Cline                 | US-amerikanische Archäologin                                                                       | 61/62 |       |
| 8. Juli  | Klaus Düsing                       | deutscher Philosoph                                                                                | 82    |       |
| 8. Juli  | Jeanette Erdmann                   | deutsche Biologin                                                                                  | 57    |       |
| 8. Juli  | Srđan Koljević                     | serbischer Filmregisseur und Drehbuchautor                                                         | 56    |       |
| 8. Juli  | Dieter Krause                      | deutscher Handballspieler                                                                          | 71    |       |
| 8. Juli  | Dietmar Kuntzsch                   | deutscher Architekt                                                                                | 87    |       |
| 8. Juli  | K. Ravindranathan Nair             | indischer Filmproduzent                                                                            | 90    |       |
| 8. Juli  | Steve Pieters                      | US-amerikanischer Priester und AIDS-Aktivist                                                       | 70    |       |
| 8. Juli  | Barbara Scheel                     | deutsche Bundespräsidentengattin                                                                   | 84    |       |
| 8. Juli  | Adrian Tan                         | singapurischer Jurist                                                                              | 57    |       |
| 8. Juli  | Özkan Uğur                         | türkischer Schauspieler und Musiker                                                                | 69    |       |
| 8. Juli  | Evelyn M. Witkin                   | US-amerikanische Genetikerin                                                                       | 102   |       |
| 8. Juli  | Melvin Wulf                        | US-amerikanischer Rechtsanwalt und Verfassungsrechtler                                             | 95    |       |
| 8. Juli  | Juris Zarins                       | US-amerikanisch-lettischer Vorderasiatischer Archäologe                                            | 78    |       |
| 8. Juli  | Arnulf Zitelmann                   | deutscher Schriftsteller und Theologe                                                              | 94    |       |
| 7. Juli  | Michael Ashburner                  | britischer Genetiker und Bioinformatiker                                                           | 81    |       |
| 7. Juli  | Oscar Brashear                     | US-amerikanischer Trompeter                                                                        | 78    |       |
| 7. Juli  | Josef F. Bille                     | deutscher Physiker                                                                                 | 78    |       |
| 7. Juli  | Simon Brown                        | britischer Anwalt, Richter und Peer                                                                | 86    |       |
| 7. Juli  | Joseph Chebet                      | kenianischer Leichtathlet                                                                          | 52    |       |
| 7. Juli  | Mary Ann Hoberman                  | US-amerikanische Kinderbuchautorin                                                                 | 92    |       |
| 7. Juli  | Ben Homan                          | luxemburgischer Politiker                                                                          | 62    |       |
| 7. Juli  | Ahmed Ilias                        | bangladeschischer Dichter                                                                          | 88    |       |
| 7. Juli  | Joe Irukwu                         | nigerianischer Versicherungsmanager, Anwalt, Dozent und Autor                                      | 89    |       |
| 7. Juli  | Klaus-Dieter Kühbacher             | deutscher Verwaltungsbeamter und Politiker                                                         | 79    |       |
| 7. Juli  | Ivan Levačić                       | jugoslawischer Radsportler                                                                         | 91    |       |
| 7. Juli  | Hamdo Lokvančić                    | bosnischer Tierarzt                                                                                | 92    |       |
| 7. Juli  | Nikki McCray                       | US-amerikanische Basketballspielerin und -trainerin                                                | 51    |       |
| 7. Juli  | Namboothiri                        | indischer Künstler                                                                                 | 97    |       |
| 7. Juli  | Mark G. von Pückler                | deutscher Jurist und Fachautor auf dem Gebiet des Jagd- und Waffenrechts                           | 82    |       |
| 7. Juli  | Dieter Röck                        | deutscher Betriebswirt                                                                             | 90    |       |
| 7. Juli  | Gert Silber-Bonz                   | deutscher Unternehmer                                                                              | 93    |       |
| 7. Juli  | Otto Steffl                        | österreichischer Schauspieler und Rezitator                                                        | 88    |       |
| 7. Juli  | Frauke Stein                       | deutsche Prähistorikerin und Mittelalterarchäologin                                                | 87    |       |
| 7. Juli  | Max Wozniak                        | polnisch-US-amerikanischer Fußballspieler und -trainer                                             | 96    |       |
| 7. Juli  | Zheng Xinling                      | chinesischer Pädagoge, Literaturkritiker und Hochschullehrer                                       | 85    |       |
| 6. Juli  | Attila Abonyi                      | ungarisch-australischer Fußballspieler und -trainer                                                | 76    |       |
| 6. Juli  | Kurt Bartel                        | deutscher Maler                                                                                    | 94    |       |
| 6. Juli  | Jeffrey Carlson                    | US-amerikanischer Schauspieler                                                                     | 48    |       |
| 6. Juli  | José Celso Martinez Corrêa Anm.    | brasilianischer Theaterregisseur und Schauspieler                                                  | 86    |       |
| 6. Juli  | Graham Clark                       | britischer Opernsänger                                                                             | 81    |       |
| 6. Juli  | Johnie Cooks                       | US-amerikanischer American-Football-Spieler                                                        | 64    |       |
| 6. Juli  | Brendan Daly                       | irischer Politiker                                                                                 | 83    |       |
| 6. Juli  | Karl Christian Felmy               | deutscher Theologe                                                                                 | 85    |       |
| 6. Juli  | Arnaldo Forlani                    | italienischer Politiker                                                                            | 97    |       |
| 6. Juli  | Eberhard Greiser                   | deutscher Arzt und Epidemiologe                                                                    | 84    |       |
| 6. Juli  | Andreas Greve                      | deutscher Lyriker, Schriftsteller, Satiriker und Journalist                                        | 70    |       |
| 6. Juli  | Ellinor Jensen                     | deutsche Theater- und Filmschauspielerin                                                           | 94    |       |
| 6. Juli  | Paul Knopf                         | US-amerikanischer Jazz- und Kirchenmusiker                                                         | 96    |       |
| 6. Juli  | Nives Kramberger                   | deutsch-slowenische Bühnenschauspielerin, Chansonsängerin, Autorin und Logopädin                   | 57    |       |
| 6. Juli  | Peter Nero                         | US-amerikanischer Pianist                                                                          | 89    |       |
| 6. Juli  | Gerold Ortner                      | österreichischer Politiker, Verwaltungsbeamter und Diplomat                                        | 87    |       |
| 6. Juli  | Essop Pahad                        | südafrikanischer Politiker                                                                         | 84    |       |
| 6. Juli  | Wiktor Pikaisen                    | sowjetischer bzw. russischer Geiger und Musikpädagoge                                              | 90    |       |
| 6. Juli  | Eva-Maria Schreiber                | deutsche Politikerin                                                                               | 65    |       |
| 6. Juli  | Mutulu Shakur                      | US-amerikanischer Aktivist                                                                         | 72    |       |
| 6. Juli  | Stephen M. Silverman               | US-amerikanischer Biograf, Journalist und Herausgeber                                              | 71    |       |
| 6. Juli  | Elvira Voća                        | jugoslawische Sängerin                                                                             | 80    |       |
| 5. Juli  | Rob Agerbeek                       | niederländischer Jazzpianist                                                                       | 85    |       |
| 5. Juli  | Erich Benedikt                     | österreichischer Ministerialbeamter, Germanist, Gymnasiallehrer und Musikschriftsteller            | 93    |       |
| 5. Juli  | Ludwig Berekoven                   | deutscher Wirtschaftswissenschaftler                                                               | 96    |       |
| 5. Juli  | Marcello Colasurdo                 | italienischer Sänger, Komponist und Schauspieler                                                   | 68    |       |
| 5. Juli  | Elizabeth Cook-Lynn                | US-amerikanische Autorin und Professorin                                                           | 92    |       |
| 5. Juli  | Mario Dumaual                      | philippinischer Journalist                                                                         | 64    |       |
| 5. Juli  | Anthony Gilbert                    | britischer Komponist und Musikpädagoge                                                             | 88    |       |
| 5. Juli  | CoCo Lee                           | chinesisch-US-amerikanische Popsängerin                                                            | 48    |       |
| 5. Juli  | Illobrand von Ludwiger             | deutscher Buchautor und UFO-Forscher                                                               | 85    |       |
| 5. Juli  | Andrés Oliva                       | spanischer Radrennfahrer                                                                           | 74    |       |
| 5. Juli  | Ludwig Reisch                      | deutscher Prähistoriker                                                                            | 79    |       |
| 5. Juli  | Eberhard Rinne                     | deutscher Jurist                                                                                   | 84    |       |
| 5. Juli  | Christian Schlicke                 | deutscher Kirchenmusiker und Organist                                                              | 85    |       |
| 5. Juli  | Ljuben Spassow                     | bulgarischer Großmeister im Schach                                                                 | 80    |       |
| 5. Juli  | Walkiria Terradura                 | italienische Partisanin                                                                            | 99    |       |
| 4. Juli  | Aljaksej Auramenka                 | belarussischer Politiker                                                                           | 46    |       |
| 4. Juli  | Helge Bathelt                      | deutscher Kunsthistoriker                                                                          | 75    |       |
| 4. Juli  | Georges Bereta                     | französischer Fußballspieler                                                                       | 77    |       |
| 4. Juli  | Mario Bertoldi                     | italienischer Journalist                                                                           | 64    |       |
| 4. Juli  | John Berylson                      | US-amerikanischer Unternehmer und Fußballfunktionär                                                | 70    |       |
| 4. Juli  | Ulrich Braun                       | deutscher Fußballspieler                                                                           | 81    |       |
| 4. Juli  | Ordy Garrison                      | US-amerikanischer Schlagzeuger                                                                     | 58    |       |
| 4. Juli  | Adolfo Gilly                       | mexikanischer Historiker                                                                           | 94    |       |
| 4. Juli  | Horst Hiemer                       | deutscher Schauspieler                                                                             | 90    |       |
| 4. Juli  | Jenő Jandó                         | ungarischer Pianist                                                                                | 71    |       |
| 4. Juli  | Miki Liukkonen                     | finnischer Autor und Musiker                                                                       | 33    |       |
| 4. Juli  | Canelita Medina                    | venezolanische Sängerin                                                                            | 84    |       |
| 4. Juli  | Cheri Pies                         | US-amerikanische Gesundheitswissenschaftlerin                                                      | 73    |       |
| 4. Juli  | Abdul Ghapur Salleh                | malaysischer Politiker                                                                             | 80    |       |
| 4. Juli  | Gerhard Schubert                   | deutscher Unternehmer                                                                              | 84    |       |
| 4. Juli  | Liaqat Shabab                      | pakistanischer Politiker, Autor und Dichter                                                        | ?     |       |
| 4. Juli  | Robin Tamang                       | nepalesischer Schauspieler und Sänger                                                              | 60    |       |
| 4. Juli  | Hermann Zemlin                     | deutscher Ministerialbeamter                                                                       | 82    |       |
| 4. Juli  | Beat Züger                         | Schweizer Schachspieler                                                                            | 62    |       |
| 3. Juli  | Vicki Anderson                     | US-amerikanische Sängerin                                                                          | 83    |       |
| 3. Juli  | Denys Boreyko                      | ukrainischer Fechter                                                                               | 34    |       |
| 3. Juli  | Catherine Burks-Brooks             | US-amerikanische Bürgerrechtsaktivistin                                                            | 83    |       |
| 3. Juli  | James Dobbins                      | US-amerikanischer Diplomat                                                                         | 81    |       |
| 3. Juli  | Martin Elze                        | deutscher Kirchenhistoriker                                                                        | 95    |       |
| 3. Juli  | İlhami Erdil                       | türkischer Marineoffizier                                                                          | 85    |       |
| 3. Juli  | Mo Foster                          | britischer Bassist und Musikproduzent                                                              | 78    |       |
| 3. Juli  | Léon Gautier                       | französischer Weltkriegsveteran                                                                    | 100   |       |
| 3. Juli  | Ursula „Ulla“ Kasics               | Schweizer Tanz- und Bewegungslehrerin                                                              | 97    |       |
| 3. Juli  | Theo Mezger                        | deutscher Drehbuchautor und Regisseur                                                              | 99    |       |
| 3. Juli  | Horst Mittelstaedt                 | deutscher Jurist und politischer Beamter                                                           | 100   |       |
| 3. Juli  | Sudakshina Sarma                   | indische Sängerin                                                                                  | 89    |       |
| 3. Juli  | Francis Wodié                      | ivorischer Politiker                                                                               | 87    |       |
| 3. Juli  | Yan Mingfu                         | chinesischer Politiker                                                                             | 91    |       |
| 3. Juli  | George Tickner                     | US-amerikanischer Gitarrist                                                                        | 76    |       |
| 2. Juli  | Anna Maria Bietti Sestieri         | italienische Archäologin                                                                           | 80    |       |
| 2. Juli  | Joseph John Gerry                  | US-amerikanischer Bischof                                                                          | 94    |       |
| 2. Juli  | Jobst Kayser-Eichberg              | deutscher Unternehmer                                                                              | 82    |       |
| 2. Juli  | Wayne Evans                        | walisischer Fußballspieler                                                                         | 51    |       |
| 2. Juli  | Félix „Pupi“ Legarreta             | kubanisch-US-amerikanischer Geiger, Flötist, Sänger, Komponist und Bandleader                      | 83    |       |
| 2. Juli  | Susan Love                         | US-amerikanische Chirurgin                                                                         | 75    |       |
| 2. Juli  | Milan Milutinović                  | serbischer Politiker                                                                               | 80    |       |
| 2. Juli  | Doug Naysmith                      | britischer Politiker                                                                               | 82    |       |
| 2. Juli  | Theo Pahlplatz                     | niederländischer Fußballspieler und -trainer                                                       | 76    |       |
| 2. Juli  | Sebastian Posch                    | österreichischer Altphilologe                                                                      | 86    |       |
| 2. Juli  | Minnie Bruce Pratt                 | US-amerikanische Autorin und LGBT-Aktivistin                                                       | 76    |       |
| 2. Juli  | Jochen Roggenbock                  | deutscher Politiker (SPD), MdL                                                                     | 76    |       |
| 2. Juli  | Monika Schmidt                     | deutsche Fußballspielerin                                                                          | 71    |       |
| 2. Juli  | Randolf Stich                      | deutscher Politiker                                                                                | 57    |       |
| 2. Juli  | Helmut Thumm                       | deutscher Leichtathlet                                                                             | 91    |       |
| 2. Juli  | Rudolf Zehetgruber                 | österreichischer Schauspieler, Regisseur, Drehbuchautor und Filmproduzent                          | 96    |       |
| 1. Juli  | Ahn Jung-hyo                       | südkoreanischer Schriftsteller und Übersetzer                                                      | 81    |       |
| 1. Juli  | Wiktorija Amelina                  | ukrainische Schriftstellerin                                                                       | 37    |       |
| 1. Juli  | Qadri Abu Bakr                     | palästinensischer Politiker                                                                        | 69    |       |
| 1. Juli  | Gerard Cott                        | irischer Politiker                                                                                 | 83    |       |
| 1. Juli  | Christian Dalger                   | französischer Fußballspieler                                                                       | 73    |       |
| 1. Juli  | Vincenzo D’Amico                   | italienischer Fußballspieler                                                                       | 68    |       |
| 1. Juli  | Frank Field                        | US-amerikanischer Fernsehmeteorologe                                                               | 100   |       |
| 1. Juli  | Angelika Hartmann                  | deutsche Islamwissenschaftlerin                                                                    | 78    | [ 1 ] |
| 1. Juli  | Dilano van ’t Hoff                 | niederländischer Automobilrennfahrer                                                               | 18    |       |
| 1. Juli  | Meg Johnson                        | britische Schauspielerin                                                                           | 86    |       |
| 1. Juli  | Bob Kerslake                       | britischer Politiker                                                                               | 68    |       |
| 1. Juli  | Günther Kress                      | deutscher Medienjournalist                                                                         | 94    |       |
| 1. Juli  | Heinz-Wolfgang Kuhn                | deutscher Theologe                                                                                 | 89    |       |
| 1. Juli  | Ippei Kuri                         | japanischer Mangaka                                                                                | 83    |       |
| 1. Juli  | Robert Lieberman                   | US-amerikanischer Regisseur                                                                        | 75    |       |
| 1. Juli  | Harish Magon                       | indischer Schauspieler                                                                             | 76    |       |
| 1. Juli  | Edgar Niecke                       | deutscher Chemiker                                                                                 | 84    |       |
| 1. Juli  | Berthold von Pfetten-Arnbach       | deutscher Diplomat                                                                                 | 89    |       |
| 1. Juli  | Habib Sadek                        | libanesischer Schriftsteller und Politiker                                                         | 92    |       |
| 1. Juli  | Klaus Täuber                       | deutscher Fußballspieler und -trainer                                                              | 65    |       |
| 1. Juli  | Lawrence Turman                    | US-amerikanischer Filmproduzent                                                                    | 96    |       |
| 1. Juli  | Serge Vieira                       | französischer Koch                                                                                 | 46    |       |
| 1. Juli  | Peter Vitouch                      | österreichischer Kommunikationswissenschaftler                                                     | 76    |       |
| 1. Juli  | Stefan Wette                       | deutscher Journalist, Gerichtsreporter und Podcaster                                               | 64    |       |

### Datum unbekannt
| Zeitangabe                      | Name                           | Beruf, bekannt als                                 | Alter | Beleg |
| ------------------------------- | ------------------------------ | -------------------------------------------------- | ----- | ----- |
| Tod bekannt gegeben am 30. Juli | Jorge Domínguez                | argentinischer Fußballspieler                      | 64    |       |
| Tod bekannt gegeben am 27. Juli | Ján Polgár                     | slowakischer Fußballspieler                        | 94    |       |
| 22. Juli oder 23. Juli          | Franz-Karl Peiß                | deutscher Reitsportfunktionär                      | 89    |       |
| Tod bekannt gegeben am 20. Juli | Daniel Jones                   | US-amerikanischer Musikproduzent                   | 41    |       |
| Tod bekannt gegeben am 19. Juli | Andreas Becker                 | deutscher Gitarrist                                | ≈66   |       |
| Tod bekannt gegeben am 18. Juli | Christoph Klotter              | deutscher Ernährungspsychologe und Psychotherapeut | 67    |       |
| tot aufgefunden am 17. Juli     | Oleg Chorschan                 | moldauischer bzw. transnistrischer Politiker       | 47    |       |
| Tod bekannt gegeben am 16. Juli | Ruth „Camilla Mayer II“ Hempel | deutsche Hochseilartistin                          | 97    |       |
| Tod bekannt gegeben am 15. Juli | Philippe Doudou Cuillerier     | französischer Musiker                              | 61    |       |
| Tod bekannt gegeben am 8. Juli  | Yuriy Brylynskyi               | ukrainischer Schauspieler                          | 81    |       |
| Tod bekannt gegeben am 8. Juli  | Doris Schmitt-Landsiedel       | deutsche Elektrotechnikerin                        | 70    |       |